# Seven Wonders of the World (film)
Seven Wonders of the World („Cele Șapte Minuni ale Lumii”) este un film american din 1956, realizat prin procedeul Cinerama⁠(en)[traduceți], despre cele șapte minuni ale lumii antice.